# Gilly (Metro de Charleroi)
La estación de Gilly es una estación de la red de Metro de Charleroi, operada por la línea .
Fue la cabecera de las líneas  54  y  55  hasta 2012, cuando se ampliaron y fusionaron ambas líneas.

## Presentación
Fue inaugurada el 28 de agosto de 1992, situada en las inmediaciones del ayuntamiento de Gilly, las piscinas de Gilly, las escuelas de Gilly y una gran zona comercial y residencial. Inicialmente, estaba decorada con volúmenes multicolores. Quince años después, la decoración se modernizó y se sustituyó con piedras y metal. Las paredes de la estación están recubiertas de azulejos blancos y rojos, con los escudos de la ciudad. Además, hay un mural de la canción La P'tite Gayole, que es una canción tradicional valona.

## Accesos
- Place Jules Destrée

## Conexiones
| Línea | Procedencia            | Parada       | Destino                           |
| ----- | ---------------------- | ------------ | --------------------------------- |
| 11    | JUMET Madeleine        | GILLY 4 Bras | MONT-SUR-SAMBRE Place             |
| 12    | GILLY Cimetière        | GILLY 4 Bras | LOVERVAL IMTR                     |
| 14    | CHARLEROI Sud          | GILLY 4 Bras | GILLY Gazomètre                   |
| 28    | CHÂTELINEAU SNCB       | GILLY Métro  | JUMET Madeleine                   |
| 172   | CHÂTELET Justice       | GILLY Métro  | MARCHIENNE-AU-PONT Hôtel de Ville |
| 710   | FLEURUS Champs-Elysées | GILLY Métro  | CHARLEROI Beaux-Arts              |